# Anna Nalick
Anna Christine Nalick (Glendora, 30 marzo 1984) è una cantautrice statunitense.
L'album di debutto, Wreck of the Day, contenente il suo primo successo, Breathe (2 AM), è stato pubblicato il 19 aprile 2005.

## Discografia

### Album
- 2005 – Wreck of the Day
- 2011 – Broken Doll & Odds & Ends
- 2017 – At Now

### Singoli
| Anno | Titolo           | Posizione massima | Posizione massima | Posizione massima | Posizione massima | Posizione massima | Posizione massima | Posizione massima | Posizione massima | Album                     |
| Anno | Titolo           | Nuova Zelanda     | Billboard Hot 100 | US Adult          | US Adult Pop      | US Digital        | US Pop            | US Radio          | US Rock Digital   | Album                     |
| ---- | ---------------- | ----------------- | ----------------- | ----------------- | ----------------- | ----------------- | ----------------- | ----------------- | ----------------- | ------------------------- |
| 2004 | Breathe (2 AM)   | 37                | 45                | 4                 | 6                 | 20                | 23                | 59                | 18                | Wreck of the Day          |
| 2005 | In The Rough     | —                 | —                 | —                 | 15                | —                 | —                 | —                 | —                 | Wreck of the Day          |
| 2006 | Wreck of the Day | —                 | —                 | —                 | 39                | —                 | —                 | —                 | —                 | Wreck of the Day          |
| 2008 | Shine            | —                 | —                 | —                 | 40                | —                 | —                 | —                 | —                 | Broken Doll & Odds & Ends |